# 孫明瑾
孫明瑾（—1943年），中華民國軍人，官至中將。他為中日戰爭期間陣亡的中國軍方高級將領之一。

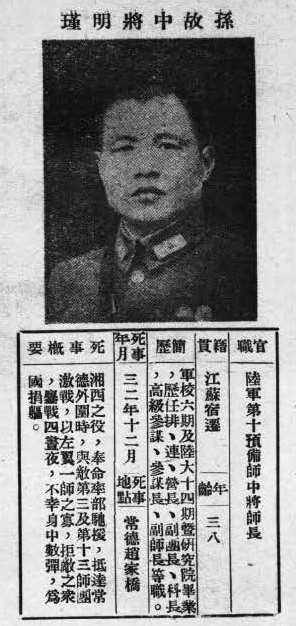
《抗戰軍人忠烈錄》（第一輯）中的孫明瑾烈士遺像

## 生平
孫明瑾，號玉軒，江蘇省宿迁县人，為中華民國國民革命軍高級將領。黃埔軍校第六期、陸軍大學第14期畢業，歷任排、連、營、團長。中日戰爭期間，隸屬第十軍方先覺麾下之預10師，為該師之中將師長。1943年11月底奉命解救被日軍圍困在常德城內的第57師而參與常德會戰，12月1日，在常德外圍的肖家衝遭日軍射擊，身中四彈陣亡。